# Ctenomys porteousi

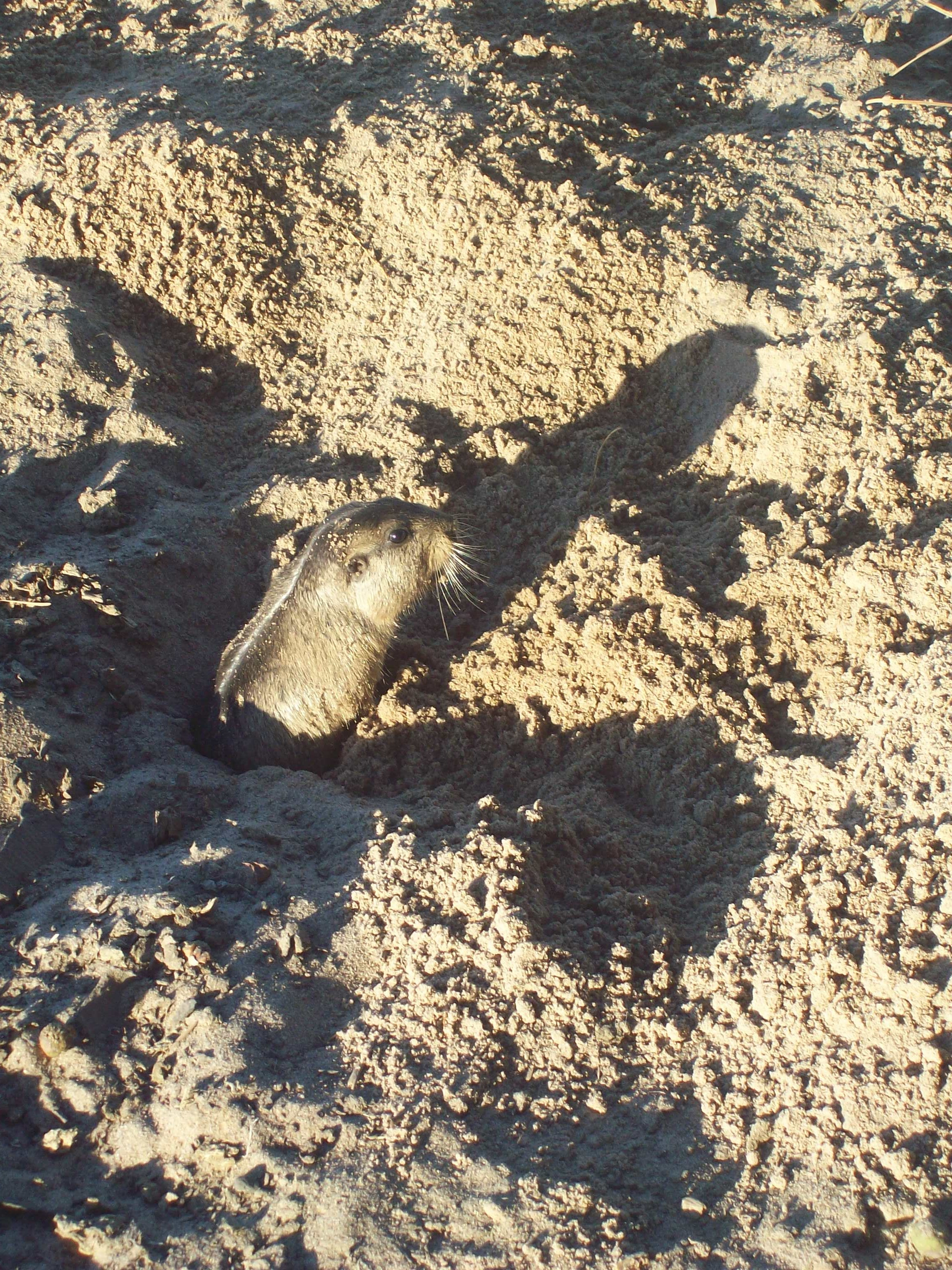
Besläktad art amguya

Ctenomys porteousi är en däggdjursart som beskrevs av Thomas 1916. Ctenomys porteousi ingår i släktet kamråttor och familjen buskråttor. IUCN kategoriserar arten globalt som nära hotad. Inga underarter finns listade i Catalogue of Life.
Denna gnagare förekommer i Argentina i provinserna Buenos Aires och La Pampa. Den vistas i pampas och i andra gräsmarker. Efter etableringen av jordbruksmark hittas den vanligen vid åkerkanter.